# كريستيان سباراغلي
كريستيان سباراغلي (بالإيطالية: Kristian Sbaragli)‏ (و. 1990  م) هو راكب دراجة هوائية إيطالي، ولد في إمبولي، شارك في طواف إسبانيا، وطواف إسبانيا 2014.

## سباقات أو مراحل فاز بها
| التاريخ        | السباق                                                  | المركز                                          |
| -------------- | ------------------------------------------------------- | ----------------------------------------------- |
| 02 يونيو 2013  | دلتا تور زيلاند 2013                                    | السابع في التصنيف العام                         |
| 19 أبريل 2014  | طواف فينيستير 2014                                      | الرابع في التصنيف العام                         |
| 05 أبريل 2015  | باريس-كاممبير 2015                                      | السابع في التصنيف العام                         |
| 31 مايو 2015   | طواف ديف يغد 2015                                       | العاشر في التصنيف العام، السادس في تصنيف النقاط |
| 30 سبتمبر 2015 | طواف فيرزين 2015                                        | السادس في التصنيف العام                         |
| 02 أكتوبر 2015 | غران بيمونتي 2015                                       | الثامن في التصنيف العام                         |
| 22 سبتمبر 2016 | كوبا ساباتيني 2016                                      | التاسع في التصنيف العام                         |
| 25 سبتمبر 2016 | 2016 Gran Premio Bruno Beghelli                         | الثامن في التصنيف العام                         |
| 27 سبتمبر 2016 | طواف فيرزين 2016                                        | العاشر في التصنيف العام                         |
| 06 أكتوبر 2016 | باريس بورج 2016                                         | التاسع في التصنيف العام                         |
| 09 أكتوبر 2016 | طواف باريس 2016                                         | المرتبة 16 في التصنيف العام                     |
| 24 يونيو 2023  | 2023 Italy National Road Cycling Championships - Men RR |                                                 |

## روابط خارجية
- كريستيان سباراغلي على موقع الاتحاد الدولي للدراجات (الإنجليزية)
- كريستيان سباراغلي على موقع أرشيف الدراجات (الإنجليزية)
- كريستيان سباراغلي على موقع إحصائيات الدراجات الإحترافية (الإنجليزية)
- كريستيان سباراغلي على موقع نسبة الدراجات (الإنجليزية)
- كريستيان سباراغلي على موقع CycleBase (الإنجليزية)